# 메가타 다네타로
메가타 다네타로(일본어: 目賀田種太郎, 1853년 음력 7월 21일 ~ 1926년 9월 10일)은 일본의 정치가·관료·법학자·재판관·변호사·귀족원 의원·국제연맹 대사·추밀고문관이다. 센슈 학교(지금의 센슈 대학)와 도쿄 음악학교(지금의 도쿄 예술대학)의 설립자 중 한명이다.

## 생애

### 어린 시절
어릴적부터 쇼헤이자카 학문소에서 한문을 깨쳐서 신동소리를 들었다. 후에 일본인 최초의 미국 하버드 로스쿨 졸업생(1872년)이 되었다.

### 고문정치
1904년 제1차 한일 협약에 따른 일본의 고문정치가 실시되자, 메가타는 탁지부 재정 고문으로 임명되어 대한제국의 재정과 경제적 예속작업에 착수하였다. 1905년 화폐개혁을 단행하여 새 화폐를 발행하였고, 금융조합을 설치하였으며 통감부의 침략정책 수행에 적극 앞장섰다.

### 화폐정리사업
메가타는 대한제국의 화폐인 백동화를 일본제일은행권 화폐로 바꾸는 화폐개혁을 실시했으나 교환기간은 3일이었고 그마저도 화폐 발행이 지체되어 많은 상인, 민족 자본가, 민족 은행이 몰락하는 결과를 가져왔다. 백동화 중에서 가장 품질이 좋은 갑종은 일본제일은행권과 동일한 비율로 교환하였으나 품질이 중간인 을종은 1/2 이하의 비율로, 가장 상태가 나쁜 병종은 화폐로 인정하지 않았다. 그러나 대부분의 조선인 자본가가 소지하고 있던 백동화는 을종과 병종이었기에 피해는 엄청났다.

## 같이 보기
- 가쓰 가이슈 - 메가타의 장인
- 이토 히로부미
- 단 다쿠마
- 모리 아리노리
- 오카쿠라 덴신
- 다나카 후지마로
- 가네코 겐타로
- 도쿠가와 아쓰모리 - 시미즈 도쿠가와가 제7대 당주
- 도미타 데쓰노스케